# 오마고시역
오마고시역(일본어: 大間越駅)은 일본 아오모리현 니시쓰가루군 후카우라정에 위치한 동일본 여객철도 고노 선의 철도역이다. 단선 승강장 1면 1선의 구조를 갖춘 지상역이다.

## 역 주변
- 국도 제101호선
- 시라카미 산지

## 역사
- 1930년 12월 26일 : 일본 철도성의 역으로서 니시쓰가루 군 이와사키 촌에 개업.
- 1971년 10월 1일 : 무인화.
- 1979년경 : 역사 개축.
- 1987년 4월 1일 : 일본국유철도 분할 민영화에 의해, 동일본 여객철도가 승계.
- 2010년 4월 1일 : 후카우라역으로부터 고쇼가와라 역으로 관리역이 변경됨.

## 인접 역
| 동일본 여객철도 고노 선    | 동일본 여객철도 고노 선 | 동일본 여객철도 고노 선          |
| -------------------------- | ----------------------- | -------------------------------- |
| 이와다테 히가시노시로 방면 | 고노 선                 | 시라카미다케토잔구치 가와베 방면 |